# Автомобильные войска Российской Федерации
Автомобильные войска ВС России (АВ ВС России) — объединение (специальные войска, автомобильные) в Вооружённых Силах России, предназначенные для перевозки личного состава, подвоза боеприпасов, горючего, продовольствия и других материальных средств, необходимых для ведения боевых действий, а также для эвакуации раненых, больных, вооружения и военной техники.
Кроме того, АВ ВС России могут перевозить войска, не имеющие своего автомобильного транспорта. АВ состоят из органов управления, автомобильных (автотранспортных) подразделений, частей, соединений, учреждений и так далее, могут организационно входить в состав общевойсковых частей, соединений и объединений, а также частей и соединений родов войск (сил) видов вооружённых сил и отдельных родов войск (сил) и спецвойск, или же составляют отдельные автомобильные части и соединения. Автомобильные формирования имеются и в других «силовых» структурах России.

## История
Русским военным теоретиком и практиком Д. Милютиным было предсказано использование и появление в вооружённых силах России и мира автомобиля, броневого автомобиля, танков и самоходных артустановок.

Есть ли что-либо невозможное, например, в том, что автомобили не только вполне заменят повозки в обозах, но проберутся даже в полевую артиллерию; вместо полевых орудий с конскою упряжью войдут в состязание на поле сражения подвижные бронированные батареи, и битва сухопутная уподобится битве морской.— Д. Милютин
Зародились перед Первой мировой войной и в годы войны получили опыт боевого применения.

### Российская империя
В Русской Императорской армии появились в конце XIX века. В 1896 году началось поступление первых отечественных автомобилей. Уже в 1897 году на Белостокских манёврах были проведены испытания автомобилей, а в 1906 году в инженерных войсках начали создаваться первые автомобильные команды по 10—15 автомобилей, явившиеся прообразом автомобильных войск. В 1910 году в Санкт-Петербурге была создана первая учебная военная автомобильная рота с задачей обучения и стажировки специалистов для автомобильных частей русской армии. Здесь очень быстро образовался центр автомобильно-технического (автотехнического) обеспечения войск Русский армии. Это подразделение стало образцом для создания автомобильной службы и системы автотехнического обеспечения вооруженных сил России.
В Первую мировую войну Русская армия вступила, имея в своем составе пять отдельных автомобильных рот. В ходе боевых действий автомобильными подразделениями регулярной армии пришлось выполнять мобилизационные и снабженческие перевозки грузов и личного состава. По окончании войны имелось уже двадцать два подразделения с общим парком около 10 000 автомобилей различной грузоподъемности.

### Советский период

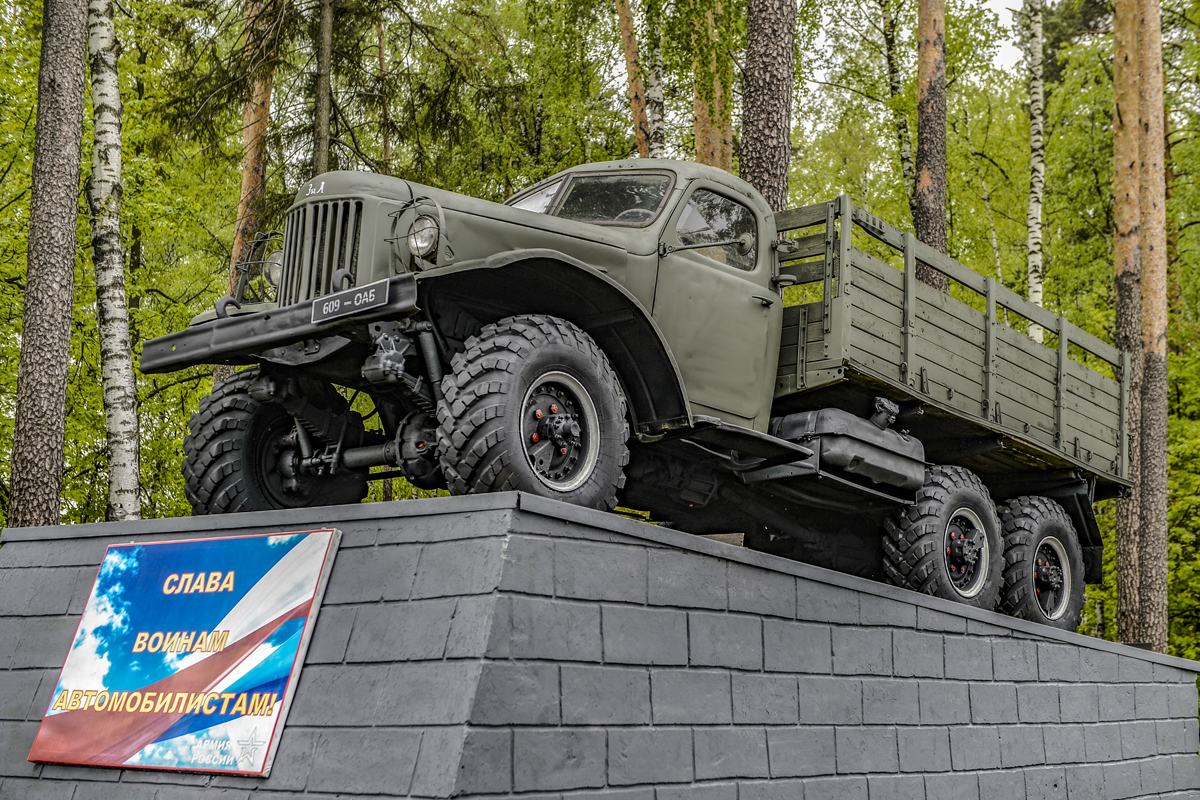
Памятник воинам-автомобилистам

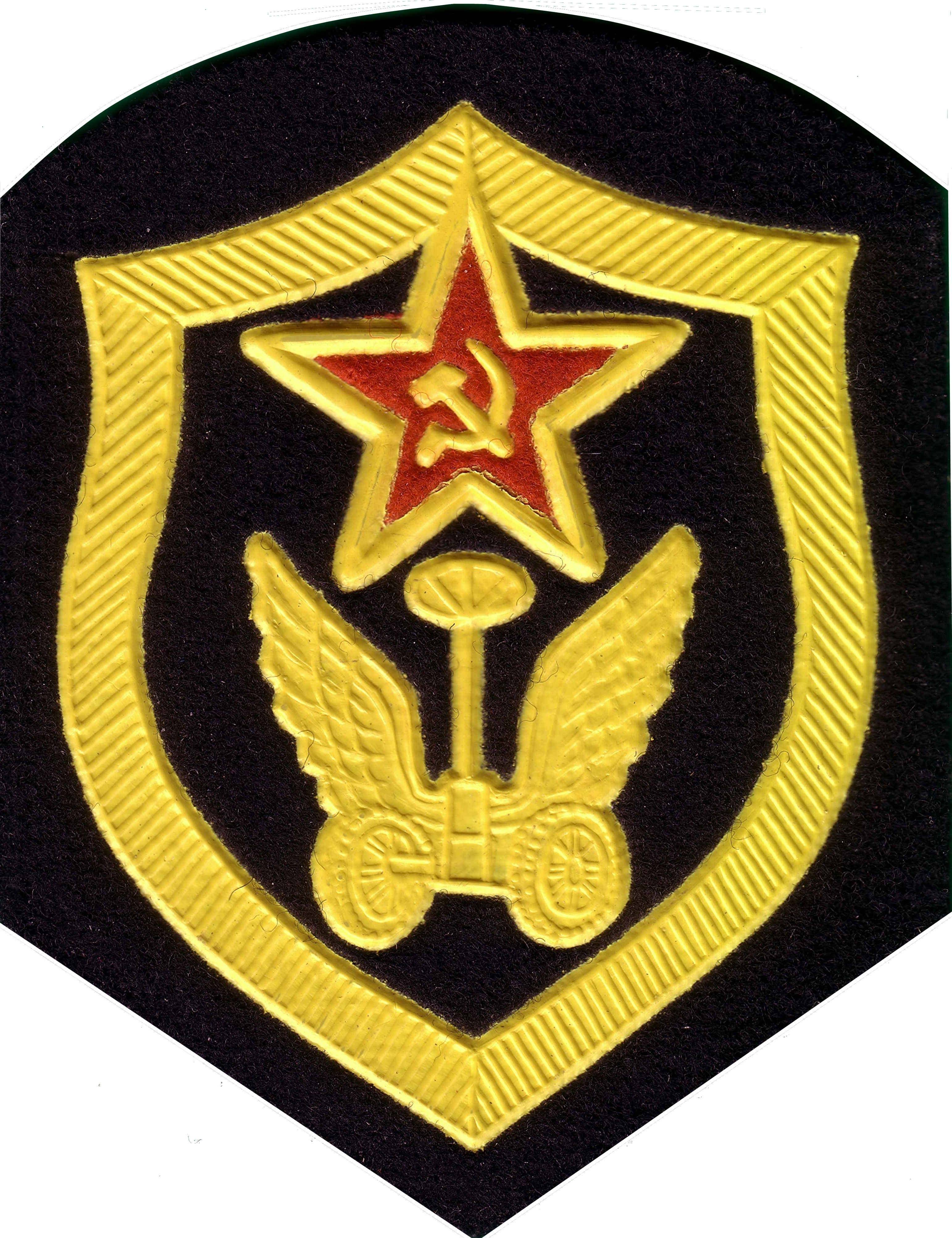
Нарукавный знак по роду войск: Автомобильные и дорожные (до 4 марта 1988 года) войска ВС СССР

В составе Тыла Вооружённых Сил СССР.
В Советских ВС появились в период Гражданской войны. К началу Великой Отечественной войны 1941—1945 годов состояли из подразделений и частей. В январе 1943 года сформировано Главное автомобильное управление, в задачи которого входили организация автомобильной службы в центре и на фронтах,осуществление автомобильных перевозок войск и грузов,эвакуация и ремонт автомобилей,формирование автомобильных частей и соединений, а так же создание ремонтных частей и баз.
За время Великой Отечественной войны за образцовое выполнение заданий командования 15 автомобильных соединений и частей получили почетные наименования, а 94 — были награждены орденами Кутузова, Александра Невского, Красного знамени и Красной звезды. За героические подвиги и самоотверженный труд более 21 000 автомобилистов награждены орденами и медалями, а одиннадцати было присвоено звание Героя Советского Союза.
В Республике Афганистан военным автомобилистам отводилась решающая роль в обеспечении ОКСВА всеми видами материальных средств. Автомобильными частями и подразделениями осуществлялась перевозка грузов не только для войск, но и мирного населения страны.
- 58-я отдельная автомобильная бригада (58 оавтбр)
- 59-я бригада материального обеспечения (59 брмо)

### Современная армия

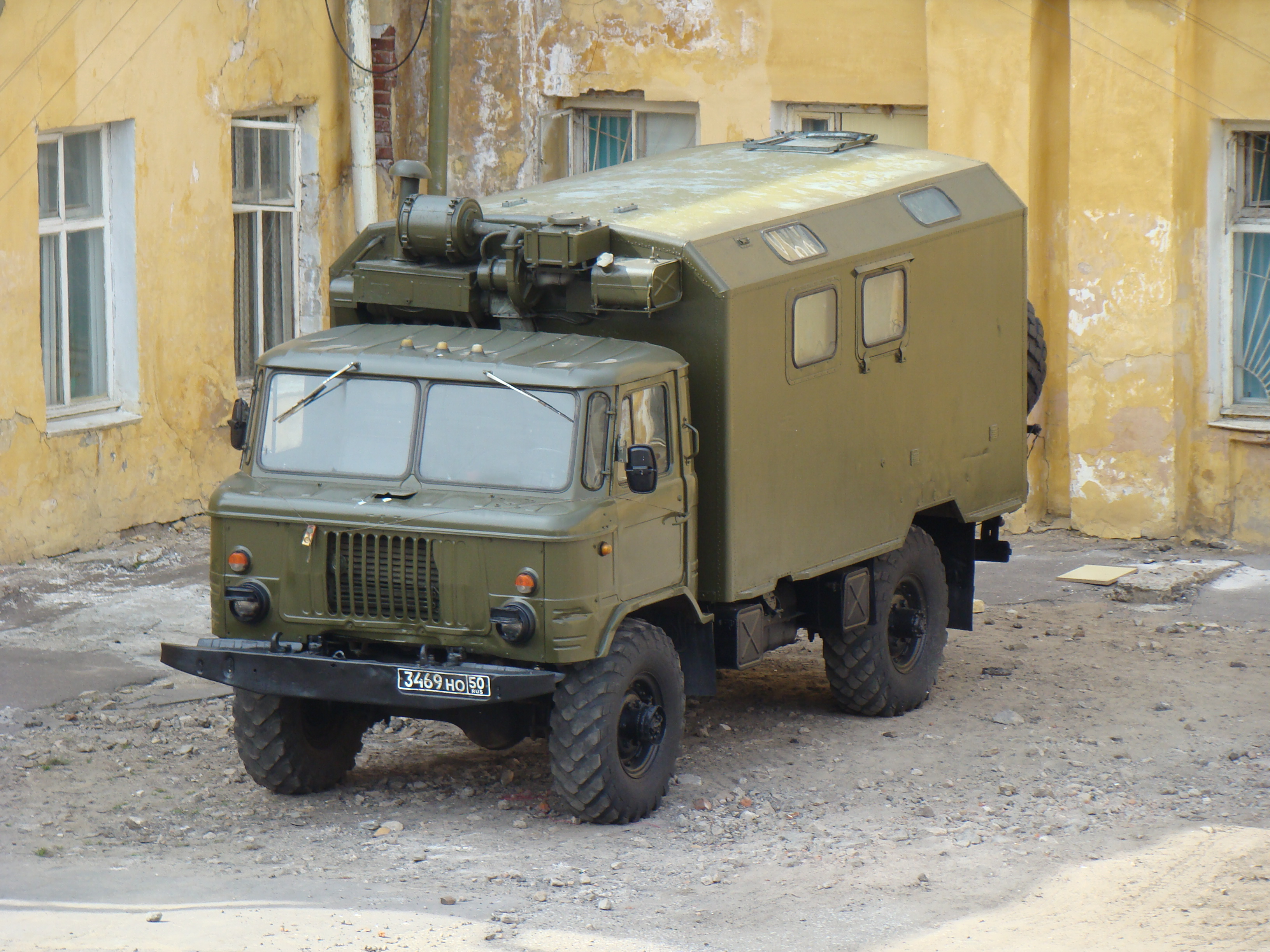
Армейский ГАЗ-66.

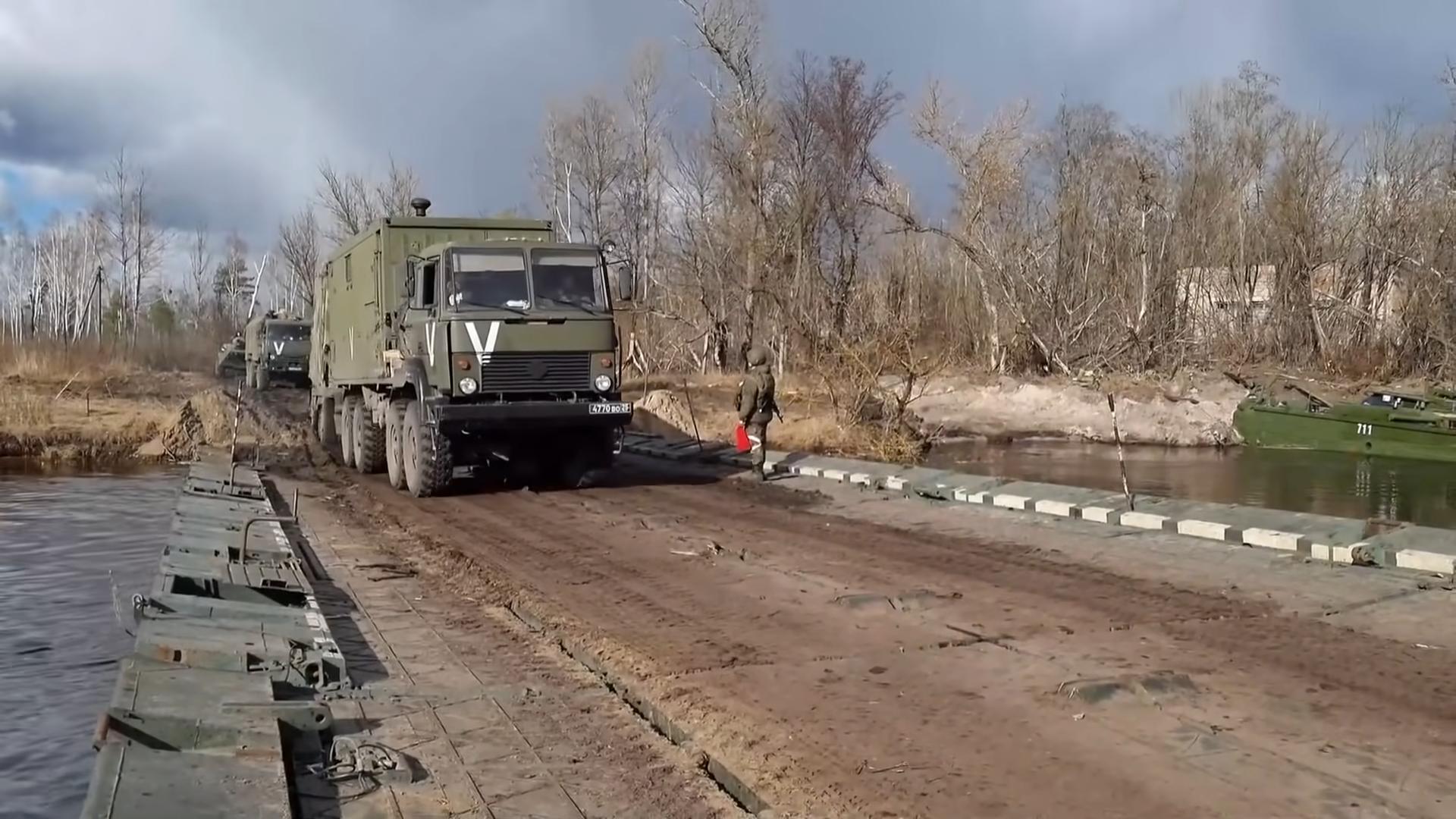
Российские военные грузовики Урал-5323 во время вторжения на Украину (Киевская область, март 2022 года)

В настоящее время автомобильные войска в своём составе имеют автомобильные бригады, отдельные автомобильные батальоны. Подготовка офицерского состава ведётся на факультетах военного обучения (военных кафедрах, циклах) семи гражданских ВУЗов Российской Федерации.
Военная кафедра при Самарском государственном техническом университете (СамГТУ) проводит обучение граждан по программам подготовки офицеров запаса автомобильных войск, в частности, по специальности 261400 «Применение подразделений, частей и соединений по ремонту автомобильной техники».
Военная кафедра при Алтайском государственном техническом университете им.И.И. Ползунова (АлтГТУ) также проводит обучение граждан по программам подготовки офицеров запаса автомобильных войск, в частности по специальности, 560201 «Эксплуатация и ремонт автомобильной техники многоцелевого назначения».
Военная кафедра при Санкт-Петербургском государственном горном университете (СПбГУ) проводит обучение студентов по программам подготовки офицеров запаса по двум военно-учётным специальностям войсковой ПВО и одной ВУС автомобильных войск (261000 — «Применение автомобильных соединений, воинских частей и подразделений»).
Военная кафедра при Саратовском государственном техническом университете (СГТУ) также проводит обучение граждан по программам подготовки офицеров запаса автомобильных войск, в частности, по специальности 560200 «Эксплуатация и ремонт автомобильной техники».
Военная кафедра при Московском государственном индустриальном университете (МГИУ) также проводит обучение граждан по программам подготовки офицеров запаса автомобильных войск, в частности, по той же специальности 560200.
Военная кафедра при Московской сельскохозяйственной академия имени К. А. Тимирязева (РГАУ-МСХА им. К. А. Тимирязева) проводит обучение студентов по программам подготовки офицеров запаса автомобильных войск по специальностям  261000, 560200, 261400, также осуществляется обучение по программам подготовки младших специалистов (солдат и сержантов запаса).
Военная кафедра при Пензенском государственном университете проводит обучение офицеров запаса по специальности 560200.